# Mašnica
Mašnica este un sat din comuna Plav, Muntenegru. Conform datelor de la recensământul din 2003, localitatea are 299 de locuitori (la recensământul din 1991 erau 352 de locuitori).

## Demografie
În satul Mašnica locuiesc 227 de persoane adulte, iar vârsta medie a populației este de 39,6 de ani (37,7 la bărbați și 41,7 la femei). În localitate sunt 93 de gospodării, iar numărul mediu de membri în gospodărie este de 3,22.
Această localitate este populată majoritar de sârbi (conform recensământului din 2003).
|  |

| Demografie | Demografie | Demografie |
| An         | Locuitori  | Locuitori  |
| ---------- | ---------- | ---------- |
|            |            |            |
|            |            |            |
|            |            |            |
|            |            |            |
| 1948       | 374        |            |
| 1953       | 435        |            |
| 1961       | 445        |            |
| 1971       | 400        |            |
| 1981       | 408        |            |
| 1991       | 352        | 351        |
| 2003       | 314        | 299        |

| \| Componența etnică conform recensământului din 2003[2] \| Componența etnică conform recensământului din 2003[2] \| Componența etnică conform recensământului din 2003[2] \| Componența etnică conform recensământului din 2003[2] \| Componența etnică conform recensământului din 2003[2] \| \| ----------------------------------------------------- \| ----------------------------------------------------- \| ----------------------------------------------------- \| ----------------------------------------------------- \| ----------------------------------------------------- \| \| \| \| \| \| \| \| Sârbi \| Sârbi \| \| 212 \| 70,9% \| \| Muntenegreni \| Muntenegreni \| \| 80 \| 26,75% \| \| Maghiari \| Maghiari \| \| 1 \| 0,33% \| \| Iugoslavi \| Iugoslavi \| \| 1 \| 0,33% \| \| necunoscută \| necunoscută \| \| 0 \| 0% \| |              |  |     |        |
| Componența etnică conform recensământului din 2003 |              |  |     |        |
| |              |  |     |        |
| Sârbi | Sârbi        |  | 212 | 70,9%  |
| Muntenegreni | Muntenegreni |  | 80  | 26,75% |
| Maghiari | Maghiari     |  | 1   | 0,33%  |
| Iugoslavi | Iugoslavi    |  | 1   | 0,33%  |
| necunoscută | necunoscută  |  | 0   | 0%     |